# Vipera raddei
Vipera raddei este o specie de șerpi din genul Vipera, familia Viperidae, descrisă de Boettger 1890. A fost clasificată de IUCN ca specie cu risc scăzut.

## Subspecii
Această specie cuprinde următoarele subspecii:
- V. r. raddei
- V. r. kurdistanica

## Galerie

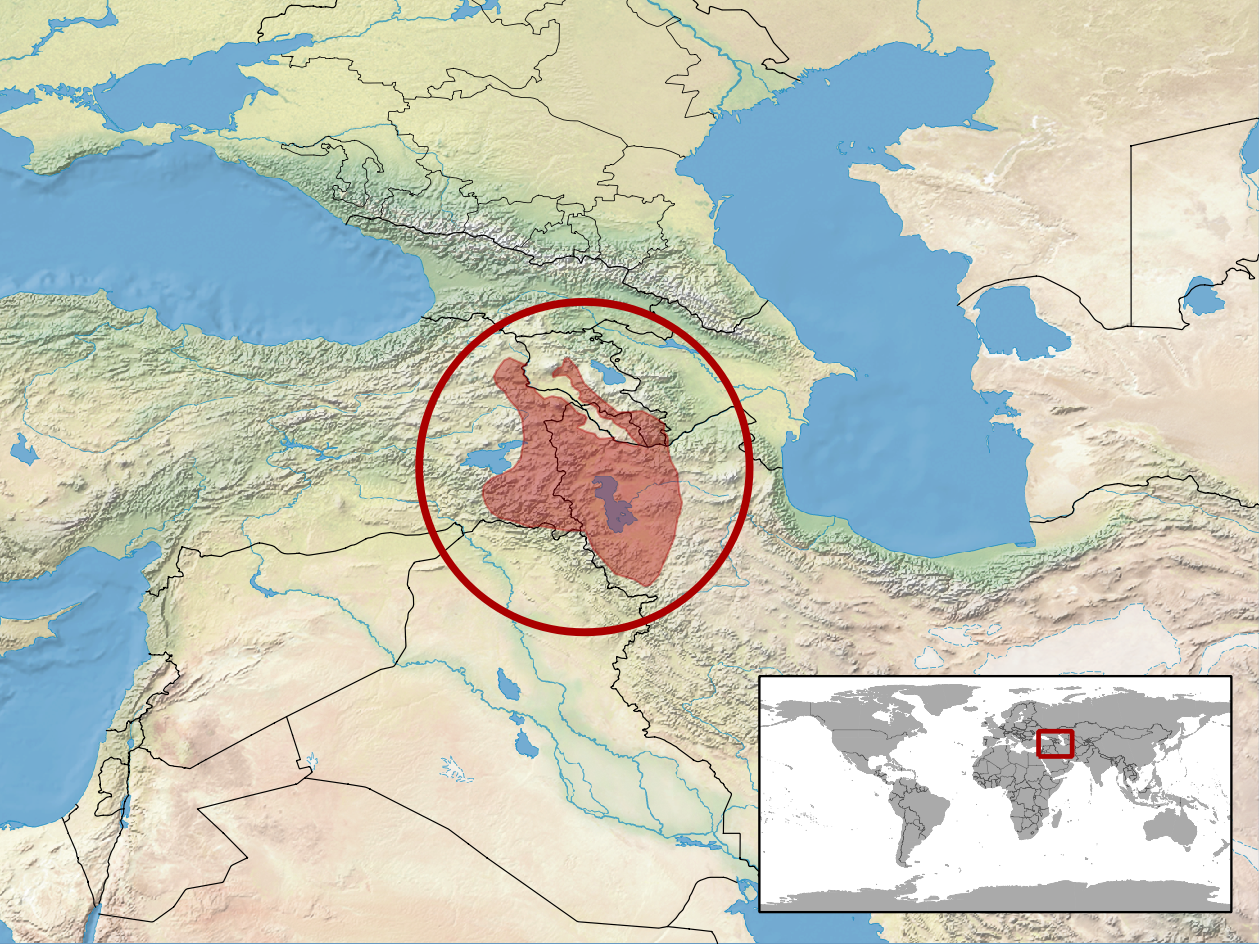
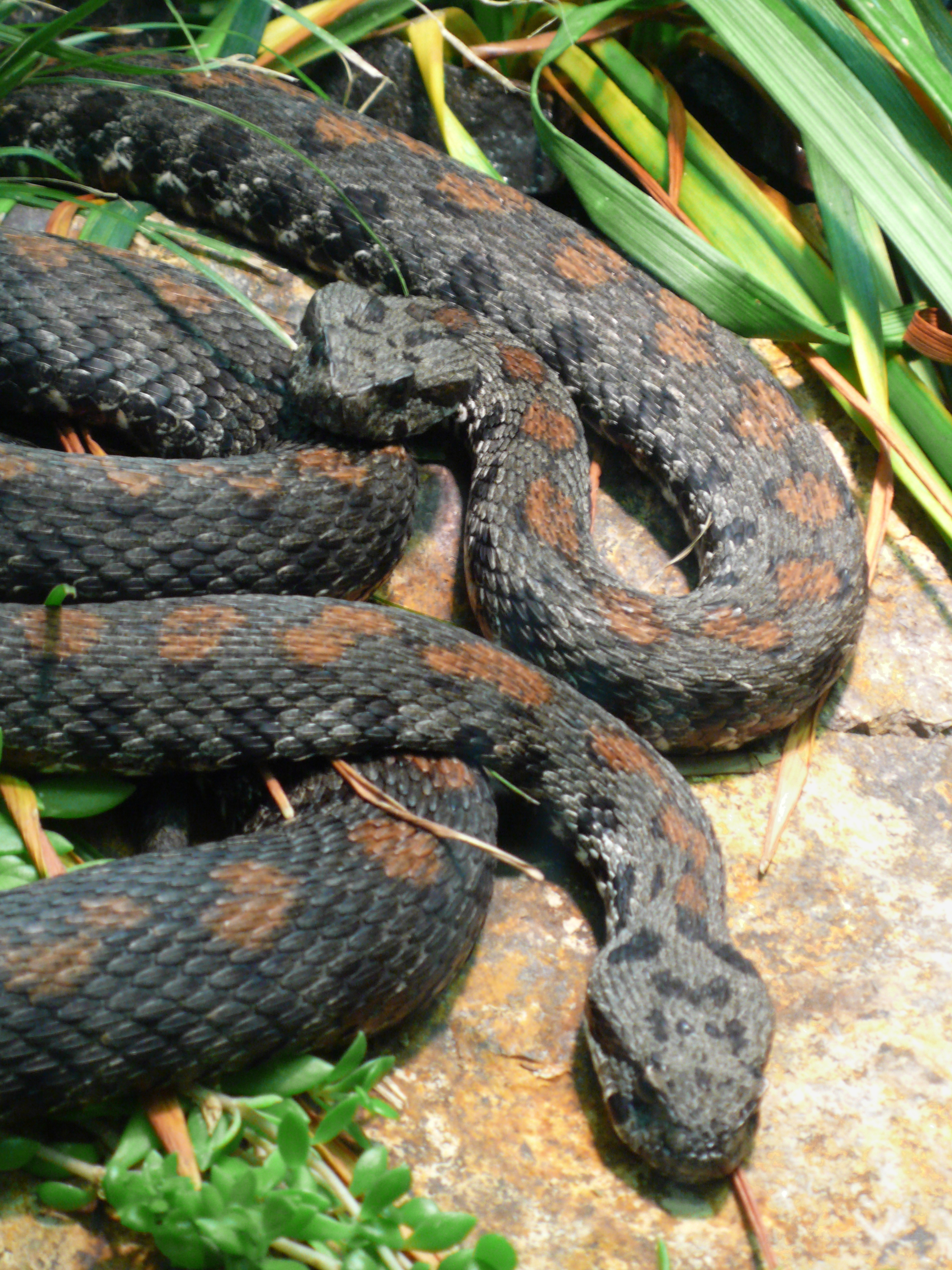
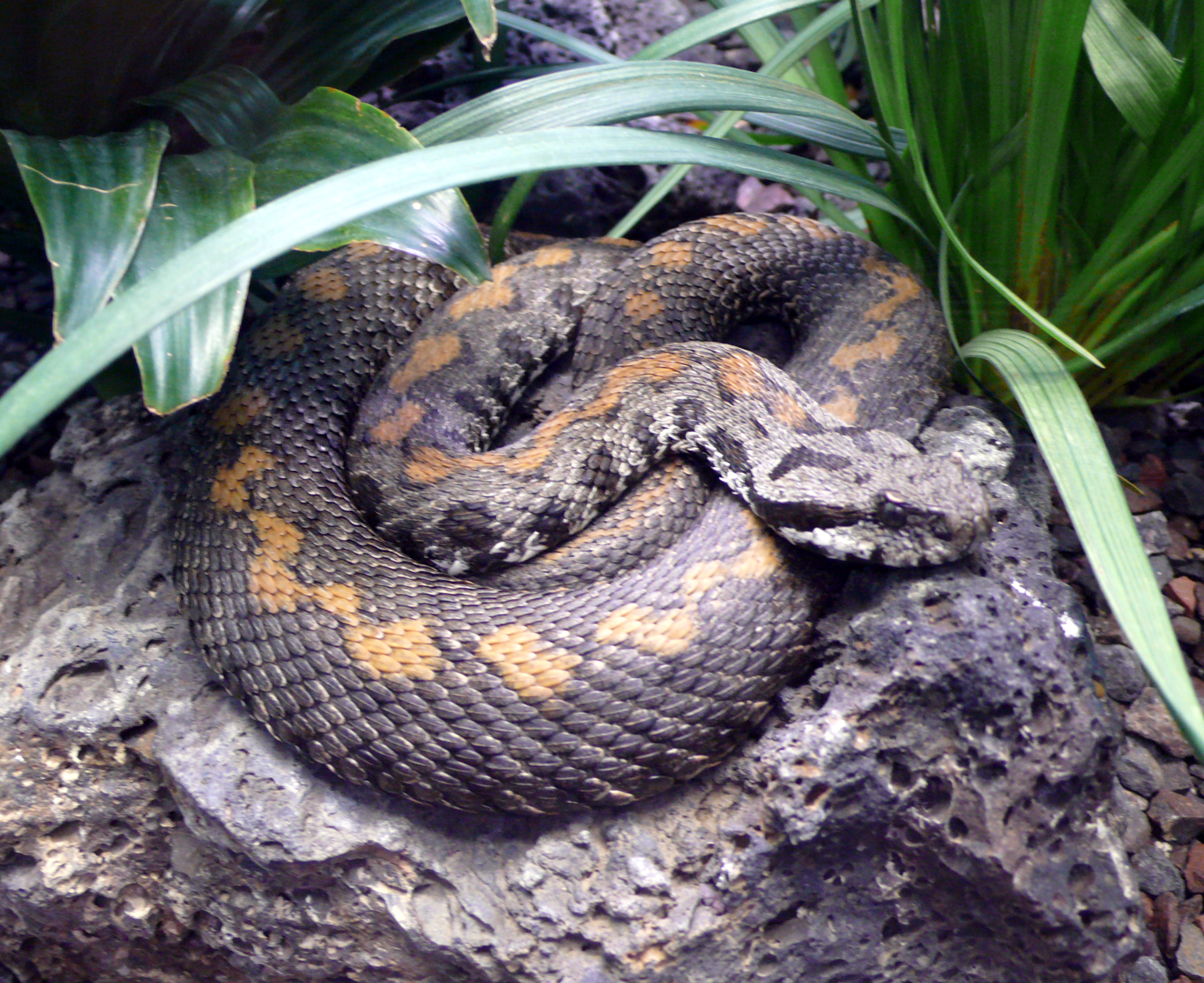
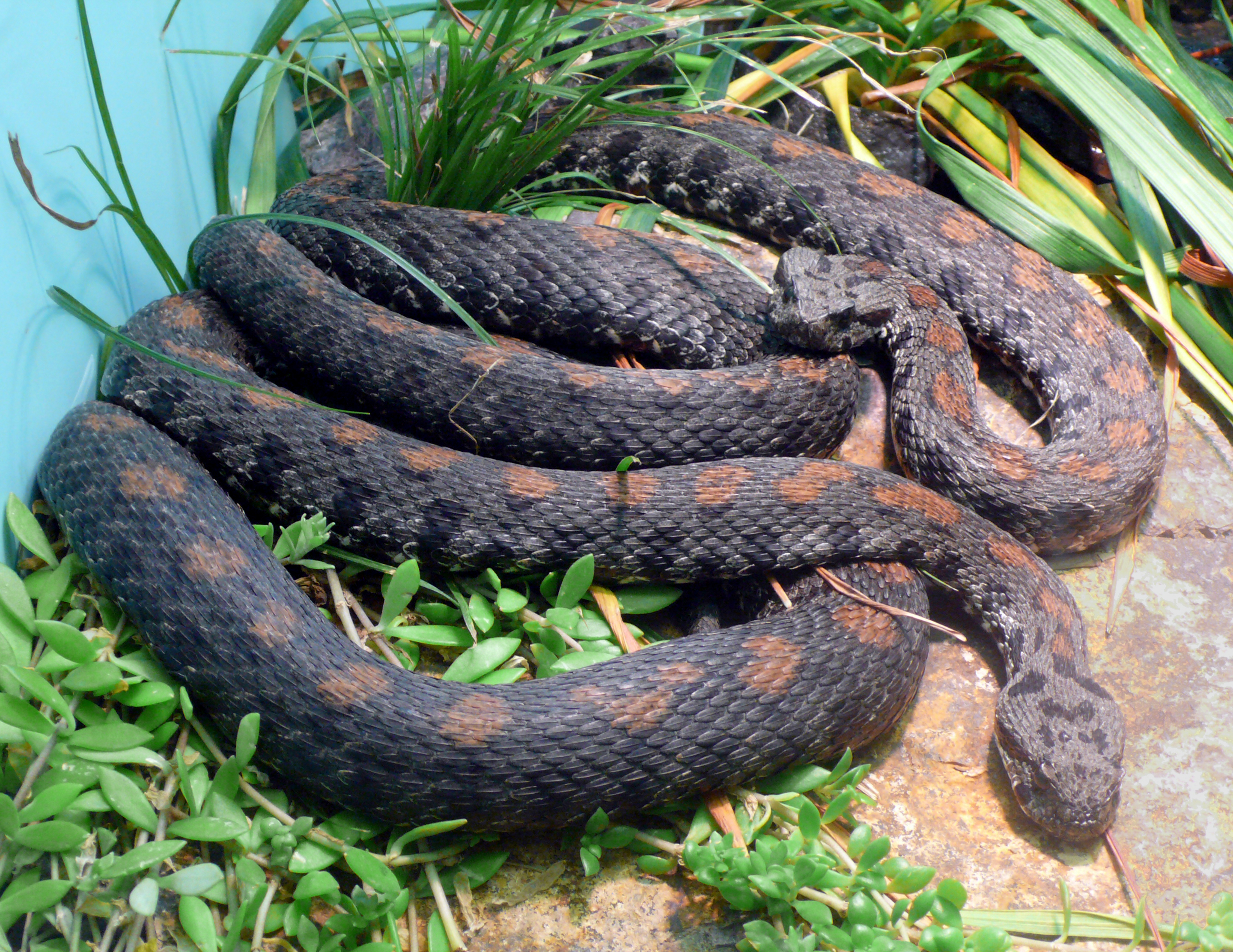